# Ruhmeskrone

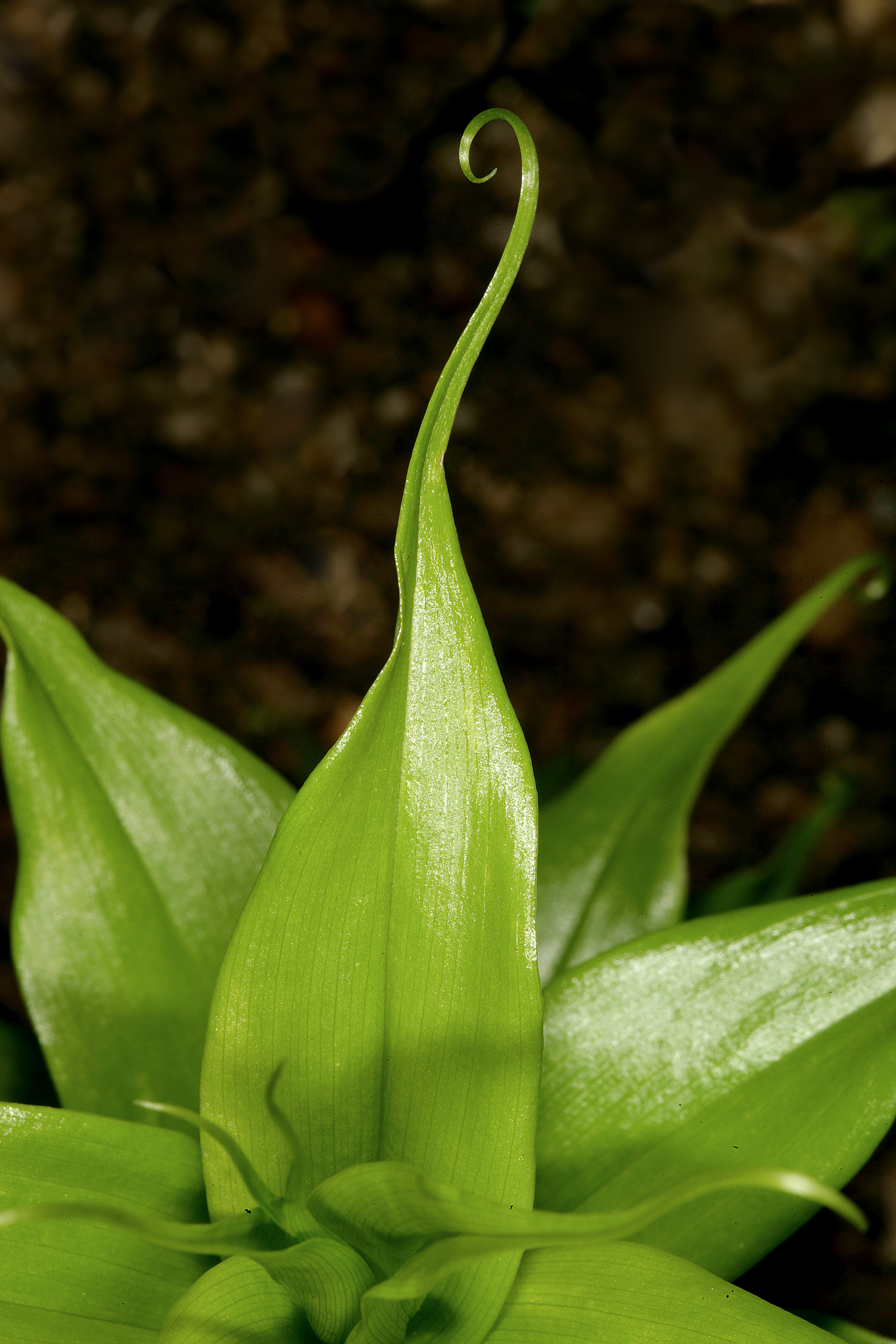
Blattranke

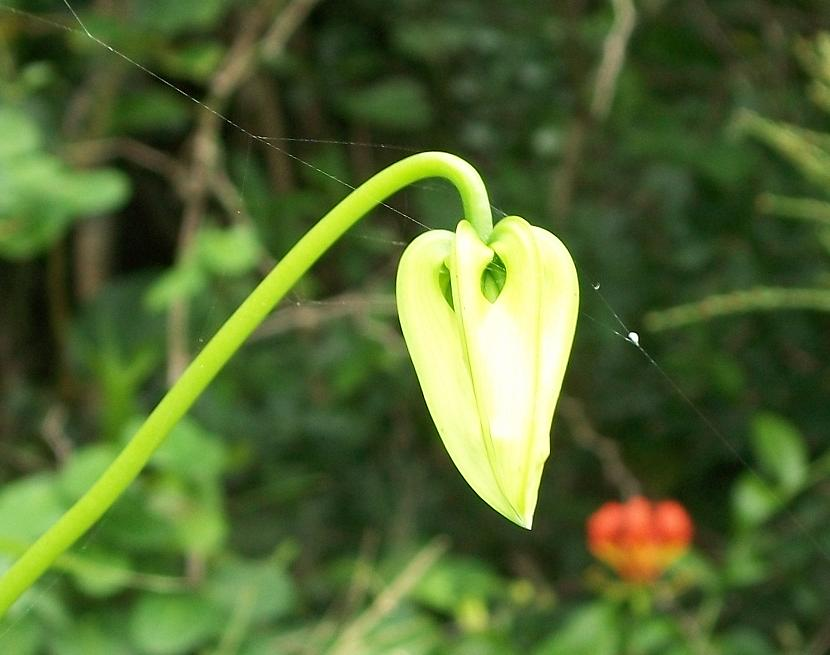
Junge Blüte

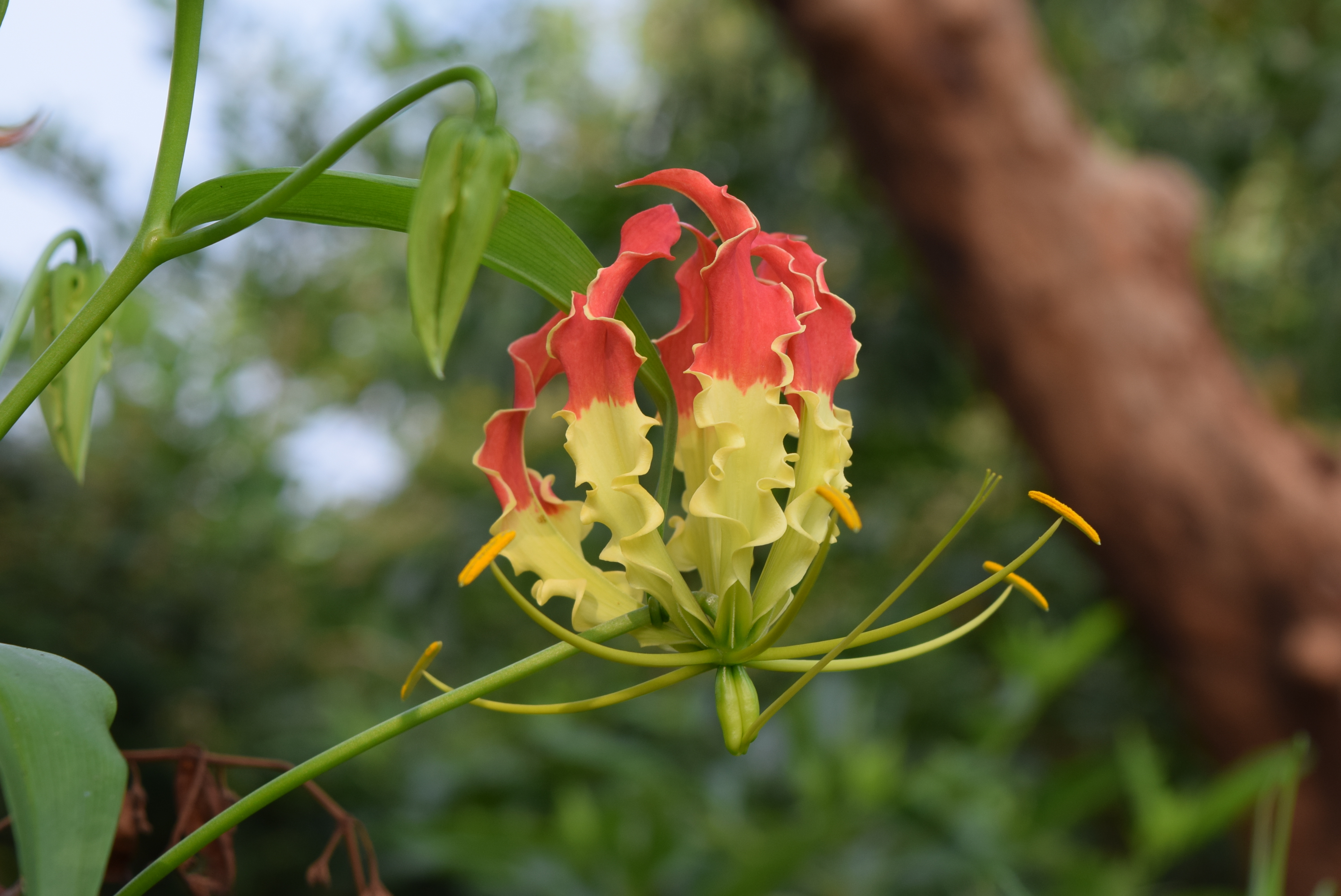
Mittelalte Blüte

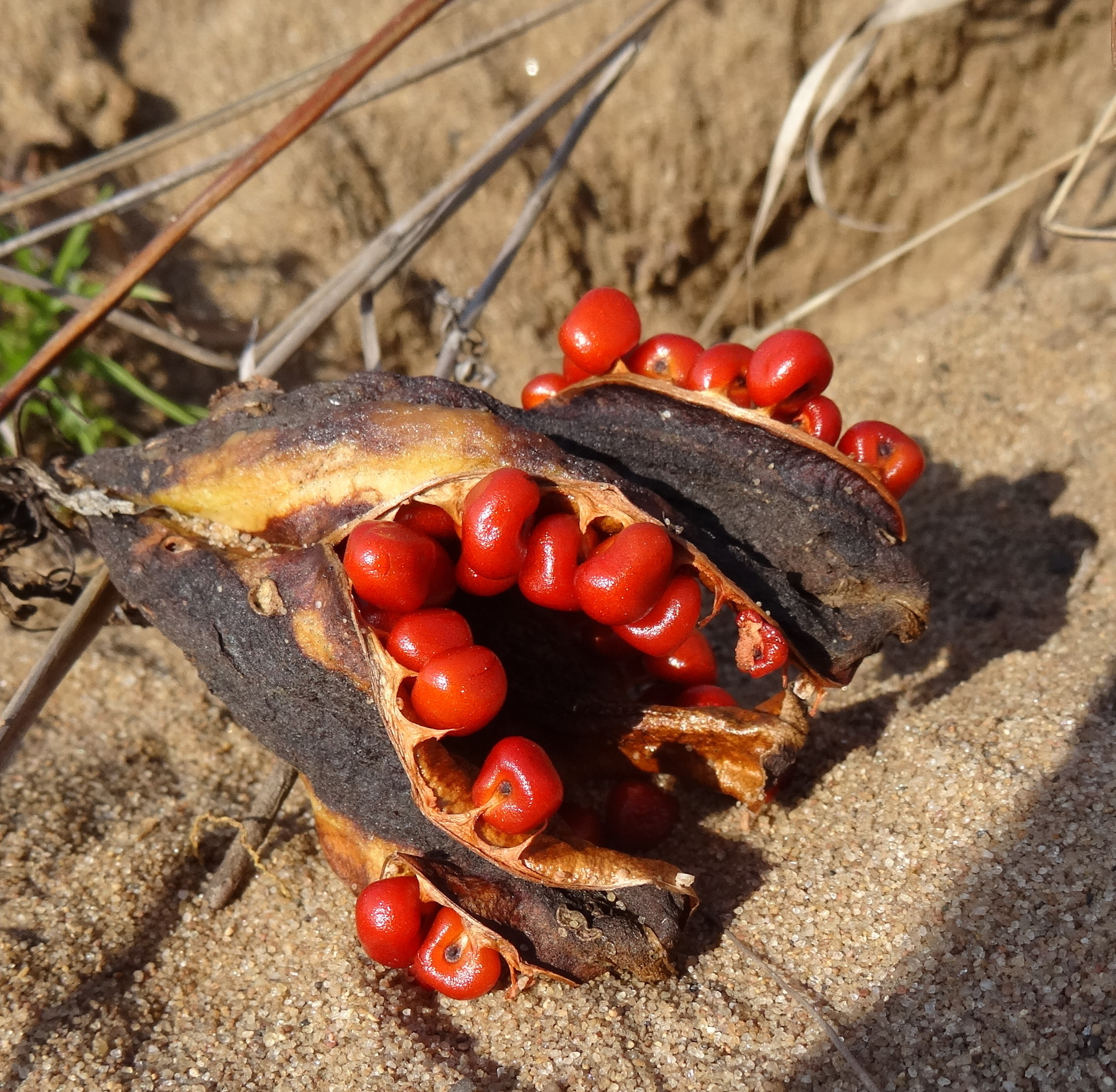
Frucht und Samen der Ruhmeskrone

Die Ruhmeskrone (Gloriosa superba) ist eine Pflanzenart aus der Familie der Zeitlosengewächse (Colchicaceae). Diese Kletterpflanze besitzt eine weite Verbreitung in den wechselfeuchten Gebieten der Paläotropis.

## Beschreibung
Die Ruhmeskrone ist eine rankende, ausdauernde, krautige Pflanze, die Wuchshöhen von 1,5 bis 2 Meter erreicht. Die Ruhmeskrone übersteht die Trockenzeit als Geophyt mit Hilfe verdickter Rhizome als unterirdischen Speicherorganen, die im Gartenbau auch zur Vermehrung dienen. Der Stängel entspringt dem Rhizom. Die Stängel können im oberen Teil verzweigt sein.
Die glänzend grünen, bis 15 Zentimeter langen, gegen- bis wechselständigen oder scheinwirteligen, sitzenden bis kurz gestielten und ganzrandigen, eiförmigen bis -lanzettlichen Laubblätter laufen am spitzen bis zugespitzten Ende in einem kurzen rankenartigen Fortsatz aus, mit dem die Pflanzen klettern. Ist keine passende Stütze in der Nähe, bleibt die Hauptachse niederliegend.
Einzeln in den Blattachseln stehen die 10 bis 15 Zentimeter langen Blütenstiele, an denen die Blüten hängen. Die zwittrige, weitgehend radiärsymmetrischen Blüte weist einen Durchmesser von 10 bis 20 Zentimeter auf. Die sechs gleichgeformten Blütenhüllblätter sind in der Färbung variabel von anfangs grün dann gelb bis später rot und sind schmal-lanzettlich, an den Enden zugespitzt und am Rand gewellt. Nach dem Öffnen der Knospe biegen sie sich nach hinten hoch. Die Tepalen besitzen röhrige Nektartaschen außen an der Basis. Es sind sechs lange Staubblätter vorhanden, wobei die Staubbeutel an langen Staubfäden stehen und seitlich nach unten aus der Blüte hervorstehen. Der dreikammerige, rippige Fruchtknoten ist oberständig. Der lange Griffel mit drei kurzen Narbenästen ragt ein kurzes Stück nach unten aus der Blüte heraus, er knickt später seitlich, rechtwinklig oben am Fruchtknoten ab.
In die längliche bis verkehrt-eiförmige oder spindelförmige, rippige, bis zu 10 Zentimeter lange, ledrige, lokulizidale, dreiteilige Kapselfrucht mit beständigen Perianthresten sind in ihrem Innern zahlreiche Samen eingebettet. Die rundlichen Samen besitzen eine rote, fleischige Sarkotesta.
Die Chromosomenzahl beträgt 2n = 22.

## Verwendung
Die Ruhmeskrone wird als Zierpflanze in tropischen sowie subtropischen Parks und Gärten verwendet und sowohl als Kübelpflanze als auch als Schnittblume kultiviert.
Sie enthält Colchicin, den gleichen Giftstoff wie die Herbstzeitlose, und ist dadurch stark giftig. Gloriosa wird zur kommerziellen Produktion von Colchicin angebaut.

## Verbreitung und Gefährdung
Gloriosa superba ist weitverbreitet in Südostasien, Malesien und im südlichen und tropischen Afrika. Sie kommt natürlich in Sri Lanka, Indien, Nepal, Myanmar, Thailand, Kambodscha, Laos, Vietnam, im südlichen Yunnan, Malaysia, Indonesien, Äthiopien, Somalia, Sudan, Kenia, Tansania, Uganda, Senegal, Mosambik, Botswana, Namibia, Südafrika, Eswatini und Madagaskar vor. In vielen Gebieten der Tropen und Subtropen ist sie ein Neophyt. Sie wird in der Roten Liste der südafrikanischen Pflanzenarten als „least concern“ = „nicht gefährdet“ bewertet.